# Памятник The Beatles (Донецк)

Памятник The Beatles в Донецке

Памятник «The Beatles» в Донецке — памятник британской рок-группе «The Beatles», которая внесла монументальный вклад в развитие популярной музыки и достигла беспрецедентной популярности. Установлен в 2006 году на входе в студенческое фастфуд-кафе «Ливерпуль».
Композиция выполнена харьковским скульптором Владимиром Антиповым из пластмассы и окрашена под бронзу. Примерно двухметровые фигуры изображают музыкантов во время концерта. Стремясь достичь максимального сходства с ливерпульской четвёркой, автор просмотрел всю антологию выступлений «Битлз».
Участники группы по одежде и причёскам соответствуют 1963—1964 годам, кроме Джона Леннона, который изображён в очках и с причёской образца 1967—1968 годов. Леннон стоит с выброшенной вперёд рукой, закинув гитару за спину — как в видеоклипе на песню «Hello, Goodbye», когда он пародировал Элвиса Пресли. Ринго Старр сидит с наклоном в сторону, «в своём стиле».
На бас-гитаре Пола Маккартни шесть колков, хотя гитара четырёхструнная и, соответственно, должна иметь четыре колка, а у Леннона на гитаре колки отсутствуют вовсе.
Стена за этим пластмассовым «монументом» покрыта мозаикой с изображением британского флага. Скульптурная композиция сопровождается музыкальным оформлением — возле неё звучат песни «The Beatles».
Памятник был демонтирован с места установки и на некоторое время пропал из поля зрения. Позже он появился в помещении Донецкой государственной академической филармонии. По словам её представителей, памятник был отреставрирован и размещён в здании филармонии к презентации программы «Битломания», состоявшейся 25 октября 2018 года.